# Mildred Oliphant
Nelisiwe Mildred Oliphant é uma política sul-africana. foi Ministra do Trabalho da África do Sul de outubro de 2010 a maio de 2019.